# Indy Lights 1997
De 1997 CART PPG/Dayton Indy Lights Kampioenschap was het twaalfde kampioenschap van de Indy Lights.

## Teams en Rijders
Alle teams reden met een Lola T97/20-chassis en met een 3.5 L Buick V6-motor.
| Team                     | Nr | Rijder                | Sponsor(s)                                             | Opmerkingen                                                                               |
| ------------------------ | -- | --------------------- | ------------------------------------------------------ | ----------------------------------------------------------------------------------------- |
| Brian Stewart Racing     | 2  | Airton Dare           | Banestado / STP                                        |                                                                                           |
| Brian Stewart Racing     | 3  | Cristiano da Matta    | Brazil Medley Ind. Farmac / Medley Ind. Farmaceuticals |                                                                                           |
| Brian Stewart Racing     | 34 | Jaques Lazier         | Arthrite-X / STP                                       | Reed in Long Beach, Pennsylvania, Georgia, Madison, Milwaukee en Detroit                  |
| Brian Stewart Racing     | 34 | Frederic Gosparini    | Viewsonic / STP                                        | Reed in Toronto en daarna alle races                                                      |
| Brian Stewart Racing     | 63 | Brian Cunningham      | STP                                                    | Reed alleen de eerste race                                                                |
| FRE Racing               | 4  | Sergio Paese          | PetroBras / Shopping Construcao Marin                  | Reed niet in Pennsylvania en Fontana                                                      |
| Leading Edge Motorsports | 5  | Chris Bingham         | Park Place Ltd. / Compac                               | Reed de eerste drie races en in Portland                                                  |
| Leading Edge Motorsports | 5  | Brian Cunningham      | VTR Capital / Exide Elec.                              | Reed alleen in Toronto                                                                    |
| Tasman Motorsports       | 7  | Tony Kanaan           | Marlboro / Davene / Brahma / MTV                       |                                                                                           |
| Tasman Motorsports       | 8  | Helio Castroneves     | Marlboro / Davene / Kibon / Brahma / MTV               |                                                                                           |
| Team Mears               | 10 | Casey Mears           | Penske Auto Centers / Mobil                            |                                                                                           |
| Team Mears               | 11 | Clint Mears           | Penske Auto Centers / Mobil                            |                                                                                           |
| Team Medlin              | 12 | Geoff Boss            | Cross Pens / Omniglow Corp.                            | Reed alleen niet in Fontana                                                               |
| Project Indy             | 15 | Phillipp Sager        | Marcelo / Hawaiian Tropic                              | Reed alleen de eerste race                                                                |
| Lucas Edge Motorsports   | 16 | Shigeaki Hattori      | Epson / Ibarakai Toyopet                               | Reed alleen de eerste race niet                                                           |
| Lucas Edge Motorsports   | 24 | Dave DeSilva          | DeSilva Gates Construction                             | Reed niet in Georgia en Fontana                                                           |
| PacWest Lights           | 18 | Robby Unser           | Motorola / ADT Automotive                              |                                                                                           |
| Conquest Racing          | 21 | Christophe Tinseau    | E.S.I. / Mi-Jack / Rose / City Bird                    |                                                                                           |
| Eclipse Racing           | 20 | John Jones            | Sega Cinescape                                         | Reed in Miami, Long Beach, Pennsylvania, Savannah, Detroit en Portland                    |
| Eclipse Racing           | 20 | Claude Bourbonnais    | Sega Cinescape                                         | Reed in Toronto, Trois-Rivieres, Vancouver, Laguna Seca                                   |
| Team Green               | 25 | Naoki Hattori         | Kool                                                   |                                                                                           |
| Team Green               | 26 | Chris Simmons         | Kool                                                   |                                                                                           |
| Team Green               | 27 | Mark Hotchkis         | Kool                                                   |                                                                                           |
| Indy Regency Racing      | 28 | Hideki Noda           | Tenoras / Greddy                                       | Reed alleen de laatste race niet                                                          |
| Indy Regency Racing      | 77 | Rodolfo Lavin         | Corona / America Batteries                             |                                                                                           |
| Dorricott Racing         | 31 | Luiz Garcia jr.       | PetroBras                                              |                                                                                           |
| Dorricott Racing         | 32 | Bob Dorricott jr.     | Sunnyvale Valve / Heritage Bank of Commerce            | Reed niet in Pennsylvania                                                                 |
| Forsythe Racing          | 33 | Dave Empringham       | Canada Player's / Indeck / Player's                    |                                                                                           |
| Forsythe Racing          | 99 | Lee Bentham           | Player's / Indeck                                      |                                                                                           |
| Johansson Motorsports    | 36 | Fredrik Larsson       |                                                        | Reed de eerste negen races                                                                |
| Johansson Motorsports    | 70 | Jeff Ward             | NTS Computer / Dream Writer                            | Reed de laatste drie races                                                                |
| Bordin Racing            | 56 | Andrew Bordin         | Player's                                               | Reed niet in Pennsylvania, Georgia, Madison en Fontana                                    |
| Autosport Racing         | 5  | Eric Jensen           | Autosport / Tri-Star Pictures                          | Reed alleen in Toronto                                                                    |
| Autosport Racing         | 57 | Didier André          | Autosport / PlayStation                                | Reed alleen de laatste race niet                                                          |
| Autosport Racing         | ?  | Jean-Phillippe Belloc |                                                        | Reed alleen in Laguna Seca                                                                |
| Genoa Racing             | 97 | Oswaldo Negri jr.     | Banco Sofisa                                           | Reed in Long Beach, Savannah, Portland, Toronto, Trois-Rivieres, Vancouver en Laguna Seca |

## Races
| Race | Datum        | Circuit                            | Locatie            |
| ---- | ------------ | ---------------------------------- | ------------------ |
| 1    | 2 Maart      | Homestead-Miami Speedway           | Homestead, FL      |
| 2    | 13 April     | Long Beach street circuit          | Long Beach, CA     |
| 3    | 27 April     | Nazareth Speedway                  | Nazareth, PE       |
| 4    | 18 Mei       | Hutchinson Island Road Race Course | Savannah, GE       |
| 5    | 24 Mei       | Gateway International Raceway      | Madison, IL        |
| 6    | 1 Juni       | Milwaukee Mile                     | West Allis, WI     |
| 7    | 8 Juni       | Belle Isle Raceway                 | Detroit, MI        |
| 8    | 22 Juni      | Portland International Raceway     | Portland, OR       |
| 9    | 20 Juli      | Exhibition Place                   | Toronto, ON        |
| 10   | 3 Augustus   | Trois-Rivières                     | Trois-Rivières, QU |
| 11   | 31 Augustus  | Molson Indy Vancouver              | Vancouver, BC      |
| 12   | 7 September  | Laguna Seca Raceway                | Monterey, CA       |
| 13   | 27 September | California Speedway                | Fontana, CA        |

## Race resultaten
| Race | Race naam      | Pole positie       | Snelste ronde      | Meeste ronden aan de leiding | Winnende rijder    | Winnende team        |
| ---- | -------------- | ------------------ | ------------------ | ---------------------------- | ------------------ | -------------------- |
| 1    | Homestead      | Helio Castroneves  | Mark Hotchkis      | Mark Hotchkis                | Dave Empringham    | Forsythe Racing      |
| 2    | Long Beach     | Helio Castroneves  | Cristiano da Matta | Helio Castroneves            | Helio Castroneves  | Tasman Motorsports   |
| 3    | Pennsylvania   | Chris Simmons      | Dave DeSilva       | Chris Simmons                | Cristiano da Matta | Brian Stewart Racing |
| 4    | Savannah       | Helio Castroneves  |                    | Helio Castroneves            | Helio Castroneves  | Tasman Motorsports   |
| 5    | Gateway        | Chris Simmons      | Cristiano da Matta | Lee Bentham                  | Lee Bentham        | Forsythe Racing      |
| 6    | Milwaukee      | Clint Mears        | Clint Mears        | Clint Mears                  | Clint Mears        | Team Mears           |
| 7    | Belle Isle     | Tony Kanaan        | Helio Castroneves  | Tony Kanaan                  | Tony Kanaan        | Tasman Motorsports   |
| 8    | Portland       | Helio Castroneves  | Oswaldo Negri jr.  | Helio Castroneves            | Hideki Noda        | Indy Regency Racing  |
| 9    | Toronto        | Tony Kanaan        | Christophe Tinseau | Helio Castroneves            | Helio Castroneves  | Tasman Motorsports   |
| 10   | Trois-Rivières | Mark Hotchkis      | Mark Hotchkis      | Tony Kanaan                  | Tony Kanaan        | Tasman Motorsports   |
| 11   | Vancouver      | Cristiano da Matta | Hideki Noda        | Cristiano da Matta           | Cristiano da Matta | Brian Stewart Racing |
| 12   | Monterey       | Tony Kanaan        | Cristiano da Matta | Clint Mears                  | Cristiano da Matta | Brian Stewart Racing |
| 13   | Californië     | Clint Mears        | Cristiano da Matta | Helio Castroneves            | Clint Mears        | Team Mears           |

## Uitslagen
| Pos | Rijder                | MIA | LBH | NAZ | SAV | STL | MIL | DET | POR | TOR | TRO | VAN | LS   | FON | Punten |
| --- | --------------------- | --- | --- | --- | --- | --- | --- | --- | --- | --- | --- | --- | ---- | --- | ------ |
| 1   | Tony Kanaan           | 6   | 5   | 5   | 23  | 10  | 3   | 1*  | 3   | 2   | 1*  | 2   | 2    | 9   | 156    |
| 2   | Helio Castroneves     | 14  | 1*  | 4   | 1*  | 3   | 12  | 2   | 2*  | 1*  | 20  | 19  | 3    | 5*  | 152    |
| 3   | Cristiano da Matta    | 21  | 2   | 1   | 21  | 2   | 4   | 26  | 5   | 18  | 4   | 1*  | 1    | 4   | 141    |
| 4   | Dave Empringham       | 1   | 10  | 9   | 14  | 4   | 2   | 4   | 7   | 3   | 5   | 5   | 26   | 13  | 107    |
| 5   | Lee Bentham           | 5   | 14  | 22  | 3   | 1*  | 9   | 22  | 8   | 27  | 8   | 8   | 5    | 3   | 88     |
| 5   | Chris Simmons         | 3   | 4   | 2*  | 16  | 5   | 17  | 8   | 13  | 21  | 15  | 4   | 28   | 2   | 88     |
| 7   | Mark Hotchkis         | 4*  | 3   | 23  | 17  | 22  | 7   | 6   | 16  | 17  | 2   | 11  | 4    | 11  | 74     |
| 8   | Clint Mears           | 12  | 18  | 7   | 18  | 11  | 1*  | 18  | DNS | 13  | 12  | 14  | DNS* | 1   | 53     |
| 9   | Hideki Noda           | 18  | 19  | 16  | 6   | 16  | 14  | 14  | 1   | 15  | 6   | 3   | 12   |     | 51     |
| 9   | Airton Dare           | 11  | 6   | 8   | 8   | 6   | 11  | 13  | 20  | 9   | 9   | 7   | 11   | 8   | 51     |
| 11  | Christophe Tinseau    | 25  | 26  | 14  | 12  | 12  | 21  | 11  | 4   | 5   | 3   | 18  | 6    | 12  | 49     |
| 12  | Frederik Larsson      | 2   | 22  | 3   | 10  | 24  | 5   | 25  | 22  | 28  |     |     |      |     | 43     |
| 13  | Luiz Garcia jr.       | 16  | 15  | 24  | 4   | 17  | 19  | 9   | 6   | 25  | 23  | 6   | 10   | 10  | 38     |
| 14  | Didier André          | 22  | 8   | 25  | 9   | 20  | 18  | 21  | 25  | 4   | 7   | 10  | 8    |     | 35     |
| 14  | Robby Unser           | 8   | 7   | 10  | 22  | 7   | 6   | 12  | 14  | 7   | 19  | 21  | 22   | 16  | 35     |
| 16  | Naoki Hattori         | 13  | DNQ | 15  | 5   | 14  | 13  | 7   | 24  | 6   | 24  | 15  | 20   | 6   | 32     |
| 17  | Geoff Boss            | 10  | 24  | 17  | 20  | 21  | 20  | 3   | 10  | 14  | 11  | 9   | 9    |     | 30     |
| 18  | Sergio Paese          | DNS | 20  |     | 2   | 18  | 24  | 5   | 12  | 23  | 25  | 27  | 13   |     | 27     |
| 19  | Dave DeSilva          | 17  | 12  | 6   |     | 8   | 25  | 10  | 26  | 24  | 26  | 17  | 17   |     | 17     |
| 20  | Oswaldo Negri jr.     |     | 27  |     | 7   |     |     |     | 9   | 8   | 21  | 20  | 27   |     | 15     |
| 21  | Brian Cunningham      | 7   |     |     |     |     |     |     |     |     |     | 25  | 7    | 14  | 12     |
| 21  | Jaques Lazier         |     | 11  | 12  | 24  | 9   | 8   | 23  |     |     |     |     |      |     | 12     |
| 23  | Casey Mears           | 9   | 17  | 13  | 13  | 13  | 10  | 15  | 11  | 20  | 17  | 16  | 19   | 15  | 9      |
| 24  | Jeff Ward             |     |     |     |     |     |     |     |     |     |     | 22  | 15   | 7   | 6      |
| 25  | Shigeaki Hattori      |     | 9   | 20  | 15  | 23  | 16  | 24  | 23  | 26  | 14  | 12  | 14   | 18  | 5      |
| 26  | Frederic Gosparini    |     |     |     |     |     |     |     |     | 12  | 10  | 24  | 23   | 19  | 4      |
| 26  | Bob Dorricott jr.     | 24  | 21  |     | 11  | 19  | 23  | 16  | 15  | 11  | 16  | 13  | 21   | 20  | 4      |
| 28  | Andrew Bordin         | 23  | 23  |     |     |     | 15  | 17  | 17  | 10  | 13  | 23  | 16   |     | 3      |
| 29  | Chris Bingham         | 15  | 13  | 11  |     |     |     |     | 21  |     |     |     |      |     | 2      |
| 30  | Jean-Phillippe Belloc |     |     |     |     |     |     |     |     |     |     |     |      | 24  | 0      |
| 30  | Claude Bourbonnais    |     |     |     |     |     |     |     |     | 19  | 18  | 28  | 18   |     | 0      |
| 30  | Eric Jensen           |     |     |     |     |     |     |     |     | 16  |     |     |      |     | 0      |
| 30  | John Jones            | 19  | 25  | 19  | 19  |     |     | 20  | 18  |     |     |     |      |     | 0      |
| 30  | Rodolfo Lavin         | 20  | 16  | 21  | 25  | 15  | 22  | 19  | 19  | 22  | 22  | 26  | 25   | 17  | 0      |
| Pos | Rijder                | MIA | LBH | NAZ | SAV | STL | MIL | DET | POR | TOR | TRO | VAN | LS   | FON | Punten |

| Kleur       | Resultaat                       |
| ----------- | ------------------------------- |
| Goud        | Winnaar                         |
| Zilver      | 2de plaats                      |
| Brons       | 3de plaats                      |
| Groen       | 4de en 5de plaats               |
| Lichtblauw  | 6de–10de plaats                 |
| Donkerblauw | Gefinisht (buiten de Top 10)    |
| Paars       | Niet gefinisht                  |
| Rood        | Niet gekwalificeerd (DNQ)       |
| Bruin       | Teruggetrokken (Wth)            |
| Zwart       | Gediskwalificeerd (DSQ)         |
| Wit         | Niet Gestart (DNS)              |
| Blank       | Nam geen deel aan de race (DNP) |
| Blank       | Niet geracet                    |

| Toegevoegde info    |                                                      |
| vet                 | Pole positie (1 punt)                                |
| cursief             | Snelste ronde                                        |
| *                   | Meeste ronden aan de leiding (2 punten)              |
| 1                   | Kwalificatie geannuleerd geen bonuspunten uitgedeeld |
| Rookie van het Jaar |                                                      |
| Rookie              |                                                      |

| Kleur       | Resultaat                       |
| ----------- | ------------------------------- |
| Goud        | Winnaar                         |
| Zilver      | 2de plaats                      |
| Brons       | 3de plaats                      |
| Groen       | 4de en 5de plaats               |
| Lichtblauw  | 6de–10de plaats                 |
| Donkerblauw | Gefinisht (buiten de Top 10)    |
| Paars       | Niet gefinisht                  |
| Rood        | Niet gekwalificeerd (DNQ)       |
| Bruin       | Teruggetrokken (Wth)            |
| Zwart       | Gediskwalificeerd (DSQ)         |
| Wit         | Niet Gestart (DNS)              |
| Blank       | Nam geen deel aan de race (DNP) |
| Blank       | Niet geracet                    |

| Toegevoegde info    |                                                      |
| vet                 | Pole positie (1 punt)                                |
| cursief             | Snelste ronde                                        |
| *                   | Meeste ronden aan de leiding (2 punten)              |
| 1                   | Kwalificatie geannuleerd geen bonuspunten uitgedeeld |
| Rookie van het Jaar |                                                      |
| Rookie              |                                                      |

| Positie | 1  | 2  | 3  | 4  | 5  | 6 | 7 | 8 | 9 | 10 | 11 | 12 |
| ------- | -- | -- | -- | -- | -- | - | - | - | - | -- | -- | -- |
| Punten  | 20 | 16 | 14 | 12 | 10 | 8 | 6 | 5 | 4 | 3  | 2  | 1  |

1986 ·
1987 ·
1988 ·
1989 ·
1990 ·
1991 ·
1992 ·
1993 ·
1994 ·
1995 ·
1996 ·
1997 · 
1998 ·
1999 ·
2000 ·
2001 ·
2002 ·
2003 ·
2004 ·
2005 ·
2006 ·
2007 ·
2008 ·
2009 ·
2010 ·
2011 ·
2012 ·
2013 ·
2014 ·
2015 ·
2016 ·
2017 ·
2018 ·
2019 ·
2020 ·
2021 ·
2022 ·
2023 ·
2024 ·
2025

Lijst van coureurs